# Лингула
Лингула (лат. Lingula) — род плеченогих из отряда лингулид класса лингулят. Одни из древнейших плеченогих, доживших до наших дней. Известны с раннего ордовика (около 500 млн лет назад). Окаменелости ископаемых лингул найдены по всему миру, особенно много в Европе, Юго-Восточной Азии и Северной Америке.

## Описание
У лингул небольшая (7 — 8 см) удлиненная раковина пятиугольной или овальной формы. Поверхность раковины гладкая или с тонкими концентрическими кольцами роста, а иногда и радиальными струйками. Нога часто проходит по желобку в арее брюшной створки. Она значительно длиннее раковины и служит для зарывания в ил или песок. Лингулы являются эвригалинными формами.

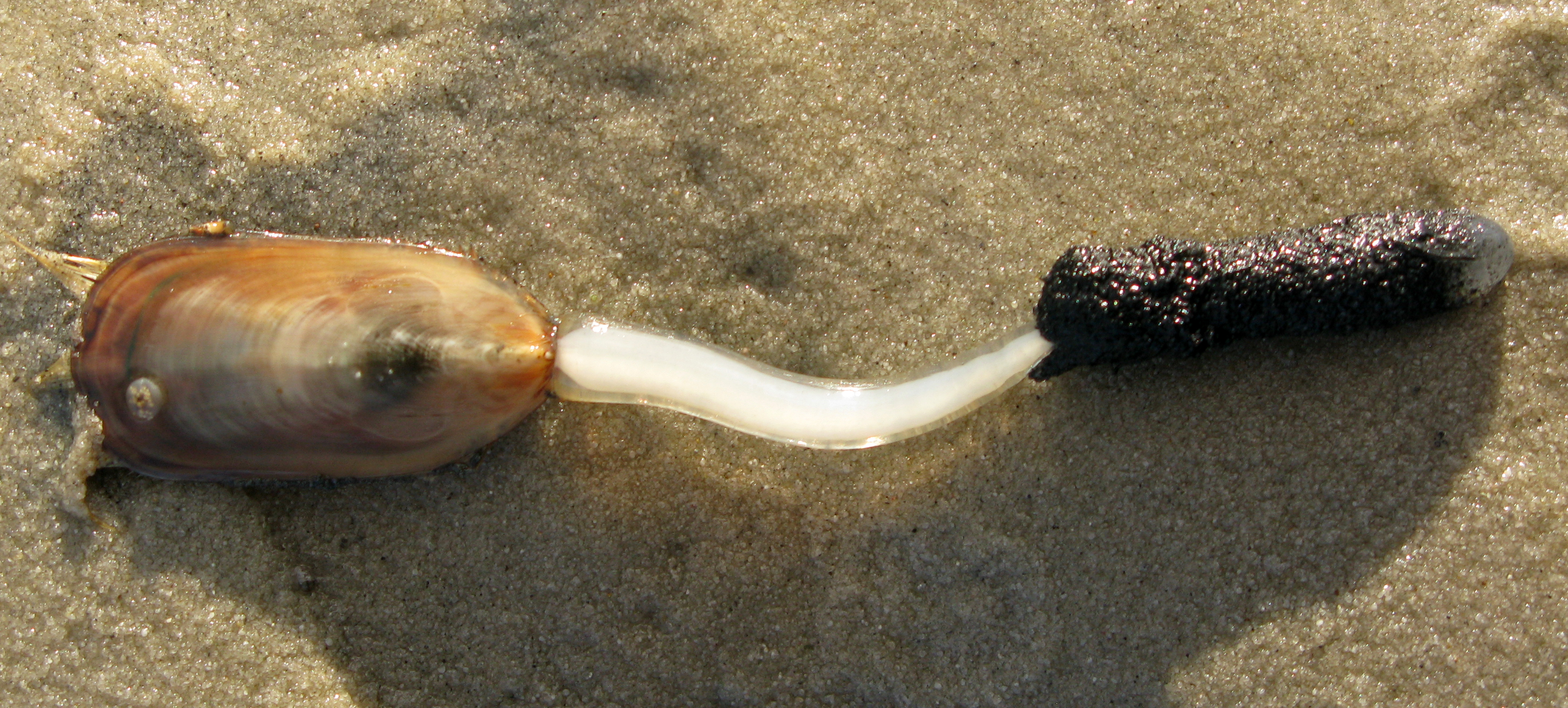
Lingula anatina, живая особь

## Образ жизни

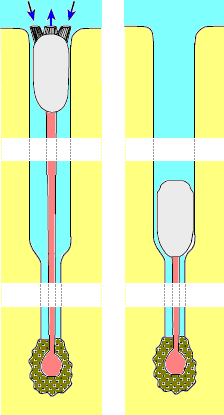
Лингула в донном субстрате: слева — в обычном положении, фильтрующая воду (стрелками показано движение воды во внутреннюю полость и из неё); справа — втянувшаяся в норку

Лингулы ведут роющий образ жизни. Обитают в вертикальных, выстланных слизью норах в приливно-отливной зоне (литорали) или на небольших глубинах на песчаных и илистых грунтах. Плоская раковина закрывает щелевидный вход в нору, в нижнем отделе которой укреплена мощная червеобразная нога. При опасности (сигналом может послужить даже промелькнувшая тень) мускулистая нога сокращается и животное быстро втягивается в нору. При обвале грунта лингула восстанавливает нору роющими движениями створок и ноги.

## Виды
В роде лингул 8 современных и несколько ископаемых видов:
- Lingula adamsi
- Lingula anatina
- Lingula lepidula
- Lingula parva
- Lingula reevei
- Lingula rostrum
- Lingula translucida
- Lingula tumidula

Ископаемые виды:
- Lingula acutangula †
- Lingula allingi †
- Lingula beanii †
- Lingula borealica †
- Lingula borealis †
- Lingula bravardi †
- Lingula briseis †
- Lingula carbonaria †
- Lingula clintoni †
- Lingula cobourgensis †
- Lingula complanata †
- Lingula credneri †
- Lingula cuneata †
- Lingula curta †
- Lingula deitersensis †
- Lingula desiderata †
- Lingula dregeri †
- Lingula elegantula †
- Lingula elongata †
- Lingula eva †
- Lingula freboldi †
- Lingula fuyuanensis †
- Lingula huronensis †
- Lingula hyperborea †
- Lingula ingens †
- Lingula lamellata †
- Lingula liurjakhensis †
- Lingula marginata †
- Lingula marginia †
- Lingula meeki †
- Lingula metensis †
- Lingula minima †
- Lingula morsei †
- Lingula nanimensis †
- Lingula nitida †
- Lingula nympha †
- Lingula oblata †
- Lingula obtusa †
- Lingula olenekensis †
- Lingula ovata †
- Lingula percorrugata †
- Lingula philomela †
- Lingula polaris †
- Lingula progne †
- Lingula reevii †
- Lingula riciniformis †
- Lingula spatulata †
- Lingula sturti †
- Lingula subcircularis †
- Lingula subelliptica †
- Lingula subovalis †
- Lingula subspatulata †
- Lingula truncata †
- Lingula tumida †
- Lingula tumidula †
- Lingula waikatoensis †
- Lingula whitfieldi †
- Lingula xinlinensis †
- ?Lingula eocenica †

## Галерея

Lingula sp.
Lingula sp.
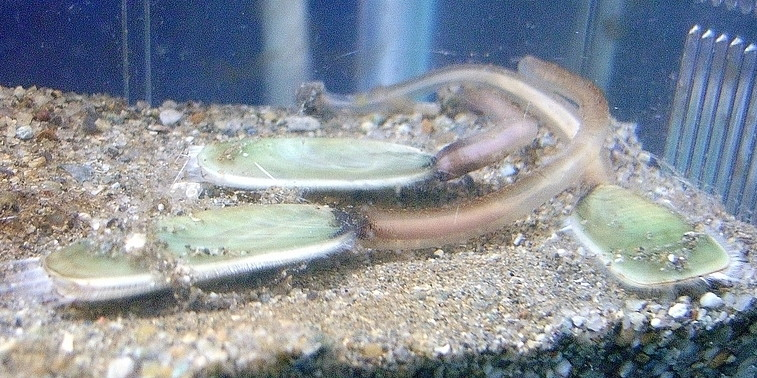
Lingula anatina
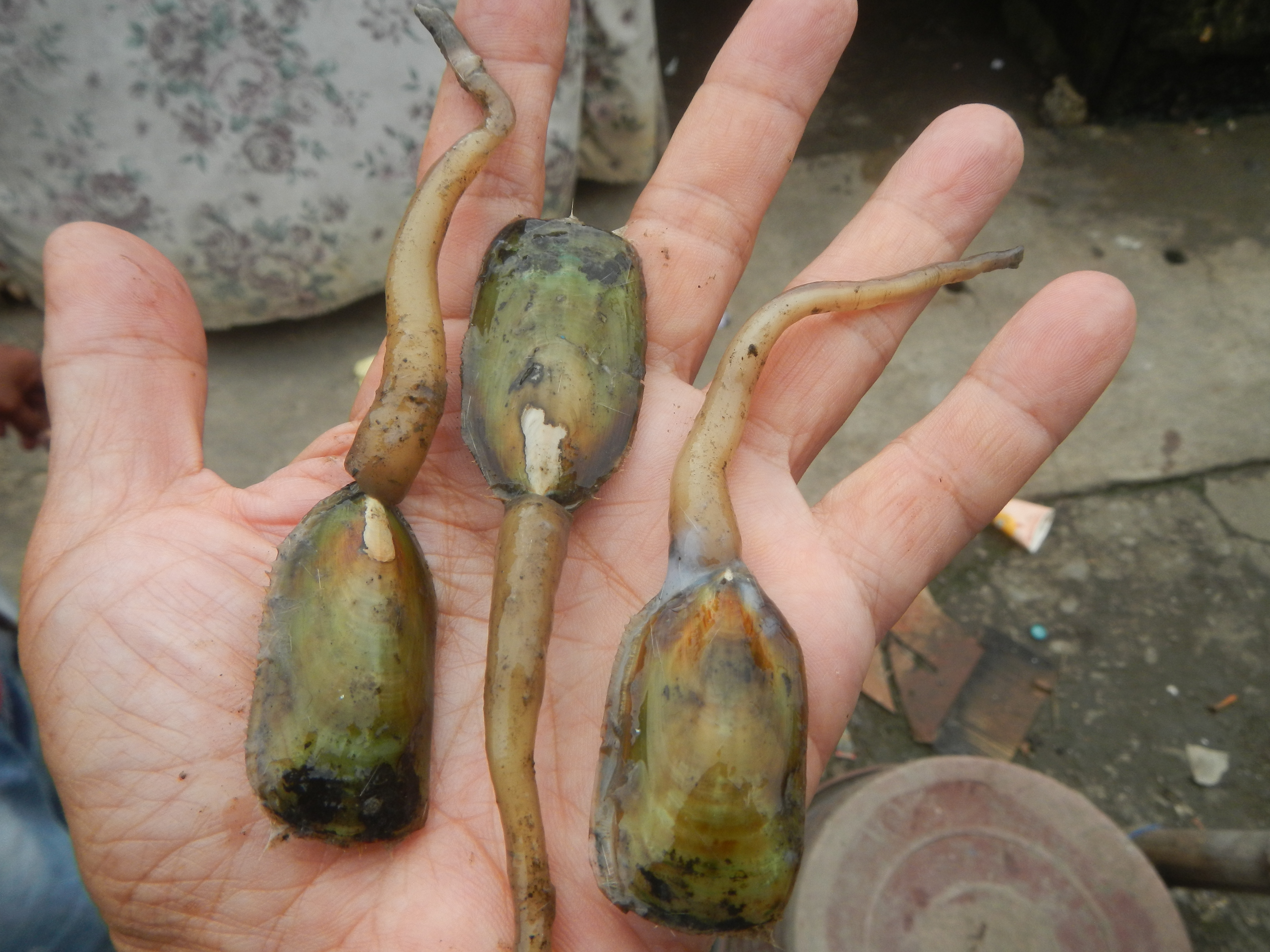
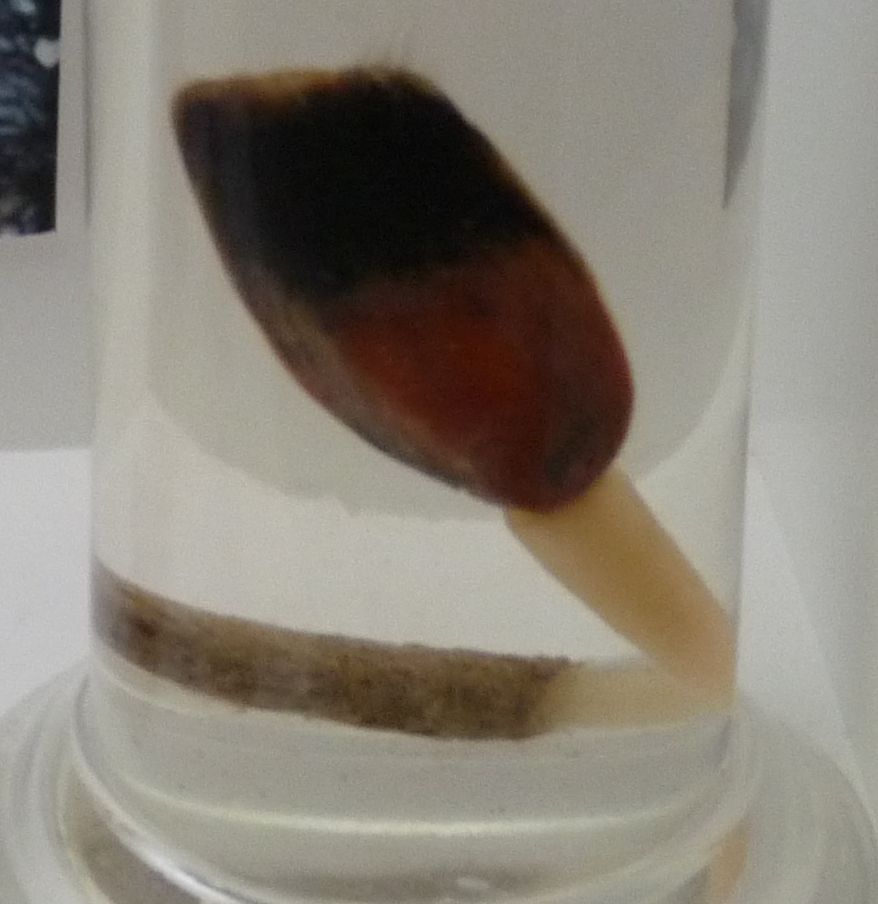
Lingula adamsi
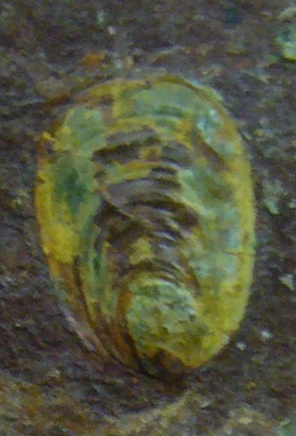
Отпечаток девонской Lingula sp.
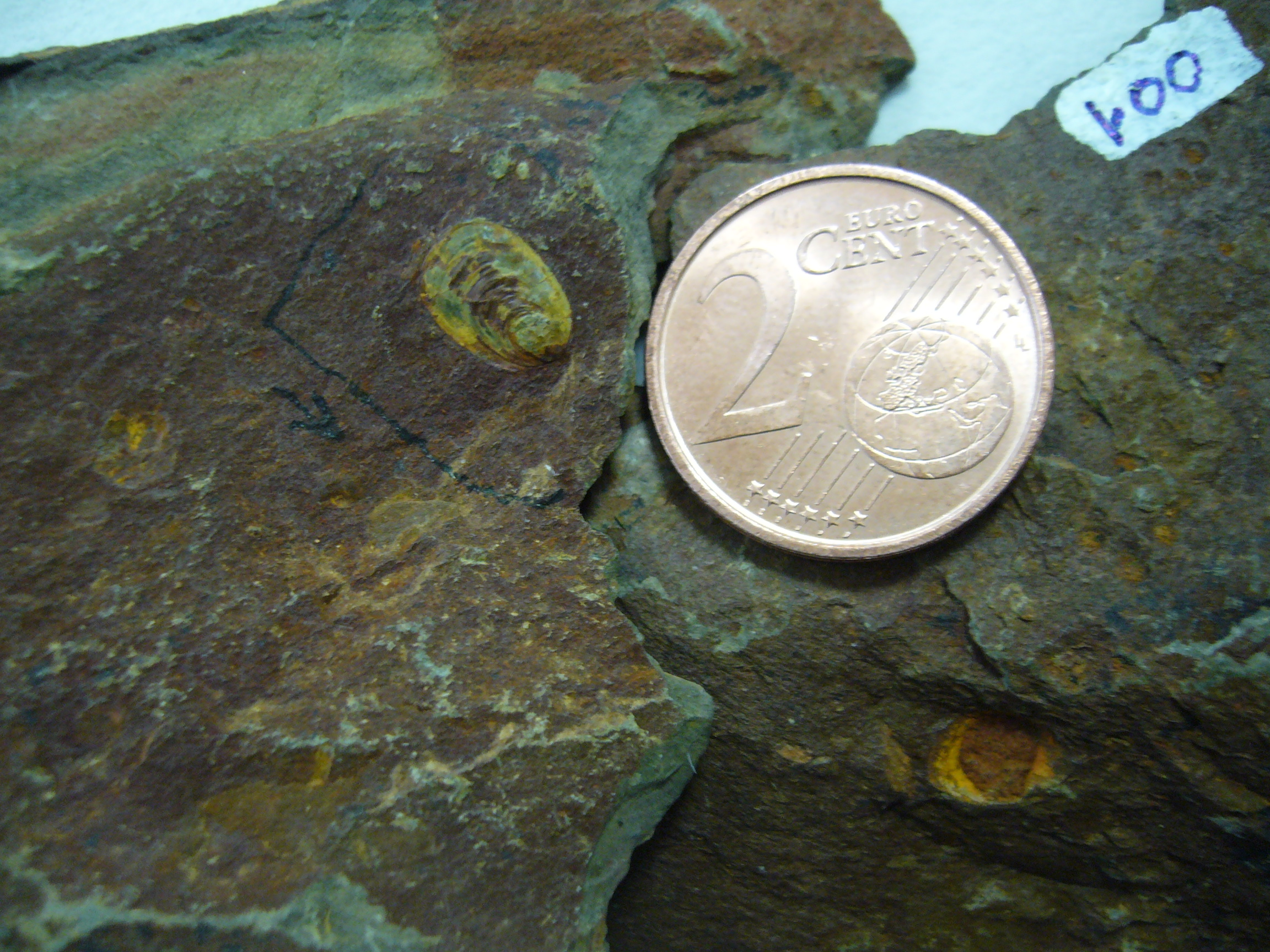